# Ashley Grace
Ashley Grace Pérez (Lake Charles, Luisiana, 27 de janeiro de 1987) é uma cantora e compositora mexicana-americana, vocalista do duo musical Ha*Ash. Filha de um casal de pais cristianos, começou sua carreira cantando gospel em igrejas em Luisiana.

## Infância e juventude
Ashley Grace nasceu em 27 de janeiro de 1987 em Lake Charles, Luisiana, porque seu pai trabalhava fora de seu país de origem, foi criada metade do ano na Cidade do México e metade em Lake Charles. Ela é a terceira de quatro filhos de Mathilda Pérez (nascida Mosa) e Antonio Pérez, ambos estadunidenses, e tem dois meio-irmãos de seu pai. Quando tinha dezoito anos, seus pais divorciaram-se. A sua irmã, Hanna Nicole, uma cantora e compositora, nasceu em 1985 é seu colega de trabalho com a dupla Ha*Ash.
Sendo o inglês sua língua materna e que fala em sua vida privada fora das câmeras, desde a infância seu pai e avô (de origem mexicana) foram ensinados a falar espanhol, aperfeiçoando-o na escola americana onde estudou no México.
Desde cedo, ela se inclina para a arte, sendo a música sua principal paixão. Ela começou sua carreira como cantora aos cinco anos de idade, onde começou a cantar Góspel no coro da igreja de Lake Charles, da qual sua avó participou. As aulas de música e treinamento passaram a fazer parte de suas tarefas diárias, cantando em feiras, rodeios, excursionando pela Luisiana aos 11 anos e cantando em Angola, a maior prisão estadual dos Estados Unidos. Realiza cursos de tap, jazz, ballet, hip hop, ginástica, teatro, representação corporal e corporal, entre outras atividades. Ao longo de sua pré-adolescência começou a ouvir country, influenciando seu estilo musical.

## Vida Profissional

### 2002-presente: Ha*Ash
Aos 14 anos, a secretária de Estado da Luisiana convida a ela e a sua irmã mais velha a participar do turismo local, como: "Railroad Festival", "The Louisiana Music Cavalcade", entre outros. Depois de se apresentar nesses eventos, eles gravam uma demo em espanhol graças ao surgimento de Ha*Ash, dueto de pop, rock e country composto pelas irmãs Pérez.
Em 2002, foi formado então a duo Ha*Ash. A primeira canção oficial da banda foi "Odio amarte" que no futuro iria fazer parte do primeiro álbum da banda. Em 2003 com quase todas as canções do futuro álbum já escritas, a gravadora Sony Music Latin fechou um contrato com a duo. Foi então que em 11 de maio de 2003 o Ha*Ash lançou o primeiro álbum de estúdio intitulado: Ha*Ash, com dez faixas. Para divulgação do álbum foram lançados como singles as canções: "Odio amarte", "Estés en donde estés", "Te quedaste", "Soy mujer" e "Si pruebas una vez", todas alcançando boas posições nas paradas musicais em México.
Após os trabalhos com Ha*Ash, a banda lançou o segundo álbum de estúdio, Mundos Opuestos com doze faixas lançado em 27 de setembro de 2005. Para divulgação do álbum foram lançados como singles as canções: "Amor a medias", "Me entrego a ti", "¿Qué hago yo?" e "Tu mirada en mi", todas alcançando boas posições nas paradas musicais em México. Anos depois em meados de 2008, Ashley junto com o Ha*Ash afirmou que o nome do terceiro álbum de estúdio seria Habitación Doble e a canção "No te quiero nada" seria lançada como single junto com a canções "Lo que yo sé de ti". Em maio de 2011, Ashley e sua banda lançaram A Tiempo, o quarto álbum de estúdio do grupo. Para divulgação do álbum foram lançados como singles as canções: "Impermeable", "Te dejo en libertad", "Todo no fue suficiente" e "¿De dónde sacas eso?".
Após os trabalhos com A Tiempo, a banda lançou o primeiro álbum de vivo, Primera Fila: Hecho Realidad com dezeseis faixas lançado em 11 de novembro de 2014. O álbum receber certificação de platine da RIAA (latin) pelas vendas. As canções do álbum tiveram grande impacto na banda; sucessos como "Lo aprendí de ti" e "Perdón, perdón" alcançaram excelentes posições em paradas musicais. A partir daí a duo lançou vários videoclipes em vivo e foram lançados como singles "Perdón, perdón", "Lo aprendí de ti", "Ex de verdad", "No te quiero nada", "Dos copas de más" e "Sé que te vas".
Em dezembro de 2017, Ashley e sua irmã Hanna du Ha*Ash lançaram 30 de febrero, o quinto álbum de estúdio do duo. O disco foi lançado através do selo Sony Musica Latin. O primeiro single do álbum é a canção "100 años" feat Prince Royce, lançada em 20 de outubro de 2017 junto com seu videoclipe. Também foi anunciado a data do disco, junto com sua lista de faixa, pré-venda e deram início à sua nova turnê, intitulada de "Gira 100 años contigo". "No pasa nada" foi o próximo single a ser promovido, lançado em 8 de março de 2018. O terceiro e quarto single foi "Eso no va a suceder" e "¿Qué me faltó?.
Ha*Ash tocou o hino nacional dos Estados Unidos no Monday Night Football (NFL), no Estádio Azteca, na Cidade do México em 18 de novembro de 2019, oito dias depois a dupla anunciou que o novo lançamento, intitulado En vivo, baseado em imagens do show no México realizado em 11 de novembro, estará disponivel em 6 de dezembro de 2019.

## Outras atividades

### Composição
Ela foi notada por compor com sua irmã uma grande parte dos temas de "Ha*Ash", muitos deles refletem experiências pessoais que ela experimentou, seja situações familiares, seus primeiros amores ou desgosto. Atualmente eles têm cerca de 100 músicas escritas, incluindo aquelas que só foram gravadas e outras que foram dadas a diferentes artistas. Eles são escritos exclusivamente em espanhol, embora possam ser encontrados em inglês. Sendo as músicas «Lo aprendí de ti», «Perdón, perdón», «Te dejo en libertad» y «¿De dónde sacas eso?» destacado pela "Sociedade de Autores e Compositores do México" (SACM).

### Outros empreendimentos
No final de 2009, ele fez parte da dublagem em espanhol da fita Igor. Em 2012 participou do programa de talentos La Voz ... México como assessor da equipe Beto Cuevas. Participe da trilha sonora do Sing com a música «Al fin». Também Ashley colaborou com o mexicano Dan Masciarelli na música "Úneme". Em fevereiro de 2018 participaram pela primeira vez no Festival de Viña del Mar com o Ha*Ash, onde não apenas cantaram, fizeram parte do júri e convidaram para cantar junto com Miguel Bosé no dia da abertura. Ashley, por outro lado, ganhou o popular prêmio "rainha popular do monstro", graças ao voto de seus fãs.

### Atividades humanitárias
Em 2007, a cantora inaugurou a Fondo Ha*Ash, sua fundação filantrópica que tem a intenção de ajudar as crianças e jovens que sofrem de qualquer tipo de deficiência e doenças graves. Em 2010, Ashley foi nomeados embaixadora da Fundação Save the Children. Naquele mesmo ano, com Ha*Ash gravaram a canção "Latente" para capturar as experiências vividas na visita que as irmãs fizeram ao Haiti em agosto daquele ano, depois do terremoto que atingiu o país, e cujos lucros serão doados aos filhos do Haiti por meio de da referida fundação. Ela participaram ativamente desde 2010, colaborando com o projeto #NiñezMigrante em Chiapas e Puebla, bem como apoiando a resposta humanitária da Save the Children após os terremotos de setembro de 2017 no México.
Em 2016 realiza o projeto "Barriga llena, corazón contento", onde trouxeram comida para as pessoas em situações de rua, por isso lançaram um chamado aos seus pares do programa "Me pongo de pie" e seus seguidores também para realizar esta nobre causa. Elas foram reconhecidos como "agentes de cambio" no KCA México, para este trabalho social. A cantora também fornece apoio através do mesmo fundo para crianças e jovens que sofrem de síndrome de Down.
Frequentemente visita crianças que sofrem de doenças devido a pedidos que fazem através das redes sociais e que os seus seguidores lhes enviam, com quem vivem interpretando músicas e dando-lhes presentes, sendo o caso mais conhecido quando viajou para Torreón para realizar o sonho de Paola a garota que sofria de leucemia e que queria conhecê-los, que morreu dias após da visita.

## Vida pessoal
Embora ela não tenha tido uma vida privada muito aberta para o público, uma das poucas situações de que ela falou é o divórcio de seus pais, que se separaram no começo de 2005, quando ele estava gravando seu segundo álbum com Ha*Ash. "Todo no fue suficiente" e "Sé que te vas" foram algumas das músicas com as quais ousaram abordar esse tópico e compartilhá-lo com seus seguidores, sendo o último o mais complicado de compor. No vídeo ao vivo postado sobre o assunto, é mencionado no começo: "De todos os corações partidos que existem, essa música é dedicada ao coração partido de minha mãe".
Desde 2015, ela compartilha sua casa com a cantora e melhor amiga Joy Huerta vocalista de Jesse & Joy.
Ashley é amante dos animais, e em seu tempo livre ela se dedica a resgatar cães e gatos que estão na rua, para encontrar uma casa onde eles prestam cuidados. Foi assim que ele resgatou dois de seus gatos, que estavam doentes e tiveram que dar uma mamadeira para que pudessem sobreviver.

## Discografia

### com Ha*Ash
Álbuns de estúdio
- Ha*Ash (2003)
- Mundos Opuestos (2005)
- Habitación Doble (2008)
- A Tiempo (2011)
- 30 de febrero (2017)

Álbuns ao vivo
- Primera fila: Hecho realidad (2014)
- En vivo (2019)

### Participações
- "Úneme" feat Dan Masciarelli (2012)[75]

## Filmografia
| Filme | Filme              | Filme         | Filme | Filme  | Filme |
| Ano   | Filme              | Personagem    | Notas | Ref.   |       |
| ----- | ------------------ | ------------- | ----- | ------ | ----- |
| 2009  | Igor               | Ashley: Heidi | Voz   | [ 49 ] |       |
| 2016  | Sing: Ven y canta! | Ashley: Ash   | Voz   | [ 76 ] |       |

| Televisão | Televisão                                        | Televisão  | Televisão             | Televisão | Televisão |
| Ano       | Programa                                         | Personagem | Notas                 | Ref.      |           |
| --------- | ------------------------------------------------ | ---------- | --------------------- | --------- | --------- |
| 2012      | La voz... México                                 | Ela mesma  | Coach                 | [ 50 ]    |           |
| 2012      | Take Dois com Phineas e Ferb                     | Ela mesma  | Participação especial | [ 77 ]    |           |
| 2015      | Me pongo de Pie                                  | Ela mesma  | Coach                 | [ 78 ]    |           |
| 2018      | Festival Internacional da Canção de Viña del Mar | Ela mesma  | Juradas               | [ 79 ]    |           |

### Trilhas sonoras
| Ano  | Canção   | Film               | Ref. |
| ---- | -------- | ------------------ | ---- |
| 2016 | "Al fin" | Sing: Ven y canta! |      |

## Créditos de composição
| Ano  | Título                    | Artista           | Álbum                        | Notas         |
| ---- | ------------------------- | ----------------- | ---------------------------- | ------------- |
| 2003 | "Odio Amarte"             | Ha*Ash            | Ha*Ash                       | Co-compositor |
| 2003 | "Superficial"             | Ha*Ash            | Ha*Ash                       | Co-compositor |
| 2005 | "No Te Puedo Enamorar"    | Ha*Ash            | Mundos Opuestos              | Co-compositor |
| 2005 | "Si Tú Quieres Ser"       | Ha*Ash            | Mundos Opuestos              | Co-compositor |
| 2005 | "Más Perfecta Que Normal" | Ha*Ash            | Mundos Opuestos              | Co-compositor |
| 2005 | "Tu Mirada en Mi"         | Ha*Ash            | Mundos Opuestos              | Co-compositor |
| 2008 | "Already Home"            | Ha*Ash            | Habitación Doble             | Co-compositor |
| 2008 | "Already Home" (espanhol) | Ha*Ash            | Habitación Doble             | Co-compositor |
| 2008 | "Esta Mujer"              | Ha*Ash            | Habitación Doble             | Co-compositor |
| 2008 | "Hasta Que Llegaste Tú"   | Ha*Ash            | Habitación Doble             | Co-compositor |
| 2008 | "Lo Que Yo Sé de Ti"      | Ha*Ash            | Habitación Doble             | Co-compositor |
| 2008 | "Punto Final"             | Ha*Ash            | Habitación Doble             | Co-compositor |
| 2008 | "Malas Costumbres"        | Ha*Ash            | Habitación Doble             | Co-compositor |
| 2010 | "Latente"                 | Ha*Ash            | Canção sem álbum             | Co-compositor |
| 2011 | "De Dónde Sacas Eso"      | Ha*Ash            | A Tiempo                     | Co-compositor |
| 2011 | "Frente a Frente"         | Ha*Ash            | A Tiempo                     | Co-compositor |
| 2011 | "Irremediable"            | Ha*Ash            | A Tiempo                     | Co-compositor |
| 2011 | "Te Amo Más Que Ayer"     | Ha*Ash            | A Tiempo                     | Co-compositor |
| 2011 | "Te Dejo en Libertad"     | Ha*Ash            | A Tiempo                     | Co-compositor |
| 2011 | "Todo No Fue Suficiente"  | Ha*Ash            | A Tiempo                     | Co-compositor |
| 2012 | "Hoy No Habrá Mañana"     | Ha*Ash            | A Tiempo                     | Co-compositor |
| 2012 | "Un Beso Tuyo"            | Ha*Ash            | A Tiempo                     | Co-compositor |
| 2012 | "Más Que Amigos"          | Danna Paola       | Danna Paola                  | Co-compositor |
| 2014 | "Dos Copas de Más"        | Ha*Ash            | Primera fila: Hecho realidad | Co-compositor |
| 2014 | "Ex de Verdad"            | Ha*Ash            | Primera fila: Hecho realidad | Co-compositor |
| 2014 | "Lo Aprendí de Ti"        | Ha*Ash            | Primera fila: Hecho realidad | Co-compositor |
| 2014 | "No Tiene Devolución"     | Ha*Ash            | Primera fila: Hecho realidad | Co-compositor |
| 2014 | "Perdón, Perdón"          | Ha*Ash            | Primera fila: Hecho realidad | Co-compositor |
| 2014 | "Qué Más Da"              | Ha*Ash            | Primera fila: Hecho realidad | Co-compositor |
| 2014 | "Sé Que Te Vas"           | Ha*Ash            | Primera fila: Hecho realidad | Co-compositor |
| 2015 | "No Soy Yo"               | Ha*Ash            | Primera fila: Hecho realidad | Co-compositor |
| 2015 | "Quédate Lejos"           | Ha*Ash            | Primera fila: Hecho realidad | Co-compositor |
| 2015 | "A Tus Pies"              | Ana Torroja       | Conexión                     | Co-compositor |
| 2017 | "100 Años"                | Ha*Ash            | 30 de febrero                | Co-compositor |
| 2017 | "30 de Febrero"           | Ha*Ash            | 30 de febrero                | Co-compositor |
| 2017 | "Corazón Irrompible"      | Ha*Ash            | 30 de febrero                | Co-compositor |
| 2017 | "Eso No Va a Suceder"     | Ha*Ash            | 30 de febrero                | Co-compositor |
| 2017 | "Extraños"                | Ha*Ash            | 30 de febrero                | Co-compositor |
| 2017 | "Llueve Sobre Mojado"     | Ha*Ash            | 30 de febrero                | Co-compositor |
| 2017 | "Me Gustas Tú"            | Ha*Ash            | 30 de febrero                | Co-compositor |
| 2017 | "No Me Importa"           | Ha*Ash            | 30 de febrero                | Co-compositor |
| 2017 | "No Pasa Nada"            | Ha*Ash            | 30 de febrero                | Co-compositor |
| 2017 | "Ojalá"                   | Ha*Ash            | 30 de febrero                | Co-compositor |
| 2017 | "Paleta"                  | Ha*Ash            | 30 de febrero                | Co-compositor |
| 2017 | "Qué Me Faltó?"           | Ha*Ash            | 30 de febrero                | Co-compositor |
| 2019 | "Rosas En Mi Almohada"    | María Jose Loyola | Conexión                     | Co-compositor |

## Prêmios e indicações
| Ano  | Premiação                          | Indicação              | Categoria         | Resultado |
| ---- | ---------------------------------- | ---------------------- | ----------------- | --------- |
| 2011 | SACM                               | «Te dejo en libertad»  | Composiçõe du ano | Venceu    |
| 2012 | SACM                               | «¿De dónde sacas eso?» | Composiçõe du ano | Venceu    |
| 2015 | SACM                               | «Perdón, perdón»       | Composiçõe du ano | Venceu    |
| 2016 | SACM                               | «Lo aprendí de ti»     | Composiçõe du ano | Venceu    |
| 2018 | Festival da Canção de Viña del Mar | «Ashley Grace»         | Rainha popular    | Venceu    |